# 규주
규주(久寿, きゅうじゅ)는 일본의 연호(元号) 중 하나이다.
- 전후 : 닌페이(仁平) 이후 - 호겐(保元) 이전.
- 시기 : 1154년 ~ 1155년
- 천황 : 고노에 천황, 고시라카와 천황

## 개원(改元)
- 닌페이 4년 10월 28일(율리우스력 1154년 12월 4일), 액운을 피하기 위해 개원.
- 규주 3년 4월 27일(율리우스력 1156년 5월 18일), 호겐으로 개원된다.

## 출전
『포박자(抱朴子)』의 「其業在於全身久寿」.
- 바로 전번 연호로 「닌페이」가 결정되었을 당시에도 최종 후보에까지 올랐지만 마지막에 후보에서 탈락했던 연호이다. 하지만 그 다음번 연호가 결정될 때, 최종안이었던 「덴포(天保)」가 급거 취소되는 바람에 그것을 대신해서 「규주」가 신연호로 결정되었다 한다.

## 서력과의 대조표
| 규주 | 원년   | 2년    | 3년    |
| ---- | ------ | ------ | ------ |
| 서력 | 1154년 | 1155년 | 1156년 |
| 간지 | 갑술   | 을해   | 병자   |

## 같이 보기
- 일본의 연호 일람

| 이전 닌페이 | 일본의 연호 1154년 ~ 1156년 | 다음 호겐 |